# The Challenge: Batalla de los Exes II
The Challenge: Batalla de los Exes II es la vigésima sexta temporada del reality de competencia de MTV The Challenge, y la secuela de la temporada 22, Batalla de los Exes. La filmación se llevó a cabo en Pedasí, Panamá and Ørsta, Noruega en agosto y septiembre de 2014, con exparticipantes de The Real World, The Challenge, y Are You the One? compitiendo. Con Are You the One?, esta temporada marca la primera en presentar miembros del elenco de un programa no producido por Bunim-Murray Productions.
Un especial de lanzamiento, "EX-tra equipaje", presentado por TJ Lavin y la campeona de Batalla de los Exes Camila Nakagawa, se emitió el 30 de diciembre de 2014. La temporada se estrenó con un episodio especial de 90 minutos el 6 de enero de 2015, y concluyó el 24 de marzo de 2015 con los especiales de Reunión y "La M... que ellos deberían haber mostrado".
La temporada estuvo dedicada a los miembros del elenco Diem Brown y Ryan Knight, quienes murieron en noviembre de 2014, dos meses después de que terminara la filmación. Brown apareció en un especial de MTV titulado "Nuestro Corazón Diem" que se emitió el 9 de diciembre de 2014.

## Elenco
Anfitrión: T. J. Lavin, BMX rider
Host: T. J. Lavin, BMX rider
| Participantes masculinos    | Programa Oroginal                  | Resultado      |
| --------------------------- | ---------------------------------- | -------------- |
| Jordan Wiseley              | The Real World: Portland           | Ganador        |
| Leroy Garrett               | The Real World: Las Vegas (2011)   | Segundo Lugar  |
| Jay Mitchell                | Real World: Ex-Plosion             | Tercer lugar   |
| Johnny "Bananas" Devenanzio | The Real World: Key West           | Episodio 10/11 |
| Wes Bergmann                | The Real World: Austin             | Episodio 9/10  |
| Zach Nichols                | The Real World: San Diego (2011)   | Episodio 8     |
| Johnny Reilly               | The Real World: Portland           | Episodio 7     |
| Adam Kuhn                   | Are You the One? 1                 | Episodio 6/7   |
| Ryan Knight                 | The Real World: New Orleans (2010) | Episodio 4     |
| John Jacobs                 | Are You the One? 1                 | Episodio 3     |
| Chris "CT" Tamburello       | The Real World: Paris              | Episodio 3     |
| Thomas Buell                | Real World: Ex-Plosion             | Episodio 2     |
| Dustin Zito                 | The Real World: Las Vegas (2011)   | Episodio 1     |

| Participantes femeninas | Programa Original                             | Resultado      |
| ----------------------- | --------------------------------------------- | -------------- |
| Sarah Rice              | The Real World: Brooklyn                      | Ganadora       |
| Theresa González        | The Challenge: Carne Fresca II                | Segundo Lugar  |
| Jenna Compono           | Real World: Ex-Plosion                        | Tercer lugar   |
| Nany González           | The Real World: Las Vegas (2011)              | Episodio 10/11 |
| Nia Moore               | The Real World: Portland                      | Episodio 10/11 |
| Jonna Mannion           | The Real World: Cancun                        | Episodio 8     |
| Averey Tressler         | The Real World: Portland                      | Episodio 7     |
| Brittany Baldassari     | Are You the One? 1                            | Episodio 6/7   |
| Jemmye Carroll          | The Real World: New Orleans (2010)            | Episodio 4     |
| Simone Kelly            | Are You the One? 1                            | Episodio 3     |
| Diem Brown              | Real World/Road Rules Challenge: Carne Fresca | Episodio 3     |
| Hailey Chivers          | Real World: Ex-Plosion                        | Episodio 2     |
| Jessica McCain          | The Real World: Portland                      | Episodio 1     |

### Equipos
| Pareja masculina            | Pareja femenina     | Equipo           | Resultado      |
| --------------------------- | ------------------- | ---------------- | -------------- |
| Jordan Wiseley              | Sarah Rice          | Jordan & Sarah   | Ganadores      |
| Leroy Garrett               | Theresa González    | Leroy & Theresa  | Segundo lugar  |
| Jay Mitchell                | Jenna Compono       | Jay & Jenna      | Tercer lugar   |
| Johnny "Bananas" Devenanzio | Nany González       | Bananas & Nany   | Episodio 10/11 |
| Leroy Garrett               | Nia Moore           | Leroy & Nia      | Episodio 10/11 |
| Wes Bergmann                | Theresa González    | Wes & Theresa    | Episodio 9/10  |
| Zach Nichols                | Jonna Mannion       | Zach & Jonna     | Episodio 8     |
| Johnny Reilly               | Averey Tressler     | Johnny & Averey  | Episodio 7     |
| Adam Kuhn                   | Brittany Baldassari | Adam & Brittany  | Episodio 6/7   |
| Ryan Knight                 | Jemmye Carroll      | Knight & Jemmye  | Episodio 4     |
| John Jacobs                 | Simone Kelly        | John & Simone    | Episodio 3     |
| Chris "CT" Tamburello       | Diem Brown          | CT & Diem        | Episodio 3     |
| Thomas Buell                | Hailey Chivers      | Thomas & Hailey  | Episodio 2     |
| Dustin Zito                 | Jessica McCain      | Dustin & Jessica | Episodio 1     |

## Formato
Batalla de los Exes II sigue el mismo formato original de Batalla de los Exes, con las siguientes diferencias:
- Después de las primeras ocho eliminaciones del "Domo", un equipo perdedor tendrá la oportunidad de volver a unirse a la competencia en "Batalla de los EX-iliados ", que enfrentará a una pareja recién eliminada contra el ganador de "Ex-iliados" de la semana anterior. Los partidos de Ex-ilio y los mini episodios se mostraron en MTV.com y MTV transmitió un especial de "Batalla de los EX-iliados recap" después del episodio 6 que muestra el progreso de los ex-iliados hasta ese momento.
- Al final de la temporada, tres equipos competirán en el desafío final, por una parte de un premio de $350,000 ($50,000 más que la temporada de Exes original). El equipo en primer lugar gana $250,000, el segundo lugar gana $70,000 y el tercer lugar $30,000.[2][7]

## Antecedentes románticos de pretemporada
- Adam & Brittany: En la primera temporada de Are You The One? Brittany se enamoró de inmediato de Adam. Después de dos semanas, Adam decidió que no estaba interesado, pero Brittany estaba convencida de que eran una pareja perfecta. Pasó la duración de la temporada arrullando a Adam, pero Adam solo estaba interesado en llevar a Brittany a la sala de boom boom. A pesar del sentimiento de Brittany, no eran una pareja perfecta.

- Bananas & Nany: Los dos tuvieron un breve coqueteo fuera de The Challenge. Después de completar su temporada de The Real World Las Vegas (2011), Nany tuvo una aventura con Bananas. Intentaron que durara, pero no funcionaron bien como pareja. Desde que terminó su aventura, han tratado de mantenerse a distancia en otras temporadas. Hacia el final de Agentes Libres, comenzaron a desarrollar una amistad más cercana y se dieron cuenta de que trabajaban bien juntos. Nany ha declarado que todavía puede sentir la chispa entre ellos en algunas ocasiones.[8]
- CT & Diem: Los dos se emparejaron en Batalla de los Exes y quedaron de segundo lugar en el desafío final. Compitieron en Rivales II, sin embargo, Diem sintió que el juego político de CT interfirió con su confianza, con CT ganando la competencia con su compañero rival Wes Bergmann, y Diem eliminada justo antes del Desafío Final con su compañera Aneesa Ferreira.[9]
- Dustin & Jessica: Los dos desarrollaron una breve relación durante Agentes Libres, después Dustin se mostrara reacio a engancharse con alguien, luego de su ruptura con su novia original, su compañera de piso en The Real World: Las Vegas (2011) Heather Marter.[10] Jessica esperaba volver a conectarse con Dustin después de la temporada, sin embargo, declaró durante la reunión de Agentes Libres que descubrió que Dustin se enganchó con otra chica.[11]
- Jay & Jenna: Cuando Jay entró en Real World: Ex-Plosion, era una especie de "jugador" que se jactaba de tener un par de chicas en casa. Una de esas chicas era Jenna, quien entró a la casa como su ex. Jay trató de dejar su estilo de "jugador" en el pasado, sin embargo, Jenna nunca sintió que estaba recibiendo el respeto, o la etiqueta, que se merecía cuando salía con Jay. Se reveló durante el programa de reunión de esa temporada que los dos se habían separado, ya que Jenna se había cansado de las formas de engaño de Jay.
- John & Simone: Al comienzo de la primera temporada de Are You The One?, los dos pasaron una buena cantidad de tiempo saliendo, pero descubrieron que no eran una pareja perfecta al principio de la temporada. Una vez que comenzaron a perseguir a otras personas durante el rodaje de su programa, estallaron los celos y se intercambiaron palabras amargas.
- Johnny & Averey: Los dos fueron novios en la temporada de The Real World: Portland, y en un episodio, los dos tuvieron relaciones sexuales en un baño público.[12] Después de la temporada, Averey dejó su trabajo en Hooters en Arizona y se mudó con Johnny en Boston. Sin embargo, los dos se separaron tras las acusaciones de hacer trampa por parte de Averey. Johnny más tarde se vengó de Averey conectándose con Nany González durante Agentes libres, para disgusto de Averey.[13]
- Jordan & Sarah: Los dos tuvieron un coqueteo de corta duración durante Rivales II, antes de que Sarah fuera sacada de la competencia como resultado de que su compañera rival, Trishelle Cannatella , abandonara el programa luego de una pelea verbal con Aneesa Ferreira y las quejas de las condiciones de la casa en la que residía el elenco.[14][15]
- Knight & Jemmye: Los dos fueron novios en la temporada de The Real World: New Orleans (2010), y Knight fue el primer chico blanco con el que Jemmye se acostó. Los dos continuaron saliendo después del programa. Sin embargo, una vez que Jemmye se enteró de que Knight la había engañado con una exnovia, rompió con él y regaló su ropa a las personas sin hogar. En Batalla de las Temporadas (2012), los dos trabajaron bien juntos, a pesar de que Jemmye dijo que volvería con Knight "sobre su cadáver". En Rivales II, su relación se agrió, ya que el papel principal de Knight en la casa era molestar a Jemmye, llegando incluso a verterle salsa de tomate durante una discusión (Jemmye sufre de "mortuusequusphobia").
- Leroy & Nia: Se rumoreaba que Leroy y Nia se habían conectado en Agentes Libres, después de que los dos fueran vistos saliendo juntos de un baño de una manera sospechosa que Nia dijo en cámara que era un "batido de proteínas". Además, en las imágenes extra de la Reunión, se mostró a Nia comiendo galletas Oreos y mantequilla de maní de los dedos de los pies de Leroy.[16] Leroy más tarde reveló en un especial para Rivales III que él y Nia se engancharon, y Devyn Simone también confirmó que la conexión ocurrió.
  - Leroy & Theresa[n. 4]: Theresa reemplaza a Nia en el Episodio 11. Leroy y Theresa tuvieron una breve cita romántica durante Rivales II, que rápidamente se volvió fea después. Theresa también tuvo palabras duras que decir sobre la relación de Leroy con Jemmye.
- Thomas & Hailey: Los dos eran novios en la escuela secundaria antes de la temporada Real World: Ex-Plosion. Hailey es la chica con la que Thomas perdió su virginidad, pero Thomas se angustió cuando descubrió que Hailey no era tan inocente. Durante la temporada de Ex-Plosion, los sentimientos negativos resurgieron cuando Hailey entró a la casa. Thomas acusó a Hailey de arruinar su experiencia y su relación con su compañero de piso Jamie Larson. Los dos se metieron en una pelea que terminó con Hailey dejando el programa antes para salvar su amistad.
- Wes & Theresa: Durante su debut en The Challenge: Carne Fresca II, Theresa estaba enamorada de Wes, así como de Kenny Santucci, pero no estaba segura de a quién quería más. Inicialmente, se sintió atraída por Kenny, pero una vez que él negó su avance, volvió su atención hacia Wes. Se les mostró a los dos besándose en numerosas ocasiones, una vez incluso en la mesa de billar de la casa. La atracción de Wes hacia Theresa se desvaneció una vez que Kenny (y el mejor amigo de Wes, Danny) confirmaron que Theresa estaba interesada en Kenny primero. En Rivales II, Theresa encontró una nueva atracción, Leroy, y los dos se engancharon en la litera superior de la litera de Wes. Wes procedió a llamar a Theresa "la chica más basura de la casa" durante el desafío "Frenemies", porque se enganchó con un basurero y dijo que él estaba acostumbrado a recoger la basura de otros hombres.
- Zach & Jonna: Los dos se conocieron en Batalla de las Temporadas (2012), donde Jonna se sintió atraída instantáneamente por Zach, a pesar de que tenía novio en casa. Antes de buscar cualquier tipo de relación con Zach, Jonna llorosa llamó a su novio para terminar su relación y así no lastimarlo más una vez que vea el programa. Los dos eran casi inseparables en el programa, con Zach haciendo todo lo posible para mantener a salvo al equipo de Jonna en Cancún hasta que llegaron al último lugar en la misión final de esa temporada y fueron eliminados. Zach se mudó a Los Ángeles para seguir saliendo con Jonna, pero se dio cuenta de que eran demasiado diferentes, la dejó y nunca miró atrás. Jonna declaró que se sintió frustrada cuando Zach no devolvió sus llamadas o mensajes de texto durante un período de dos años.

## Desafíos

### Desafíos diarios
- Te tengo nena: Los equipos tienen que avanzar de un edificio alto a otro, en una cuerda floja que está suspendida a 150 m sobre el suelo. Las parejas femeninas avanzan en la cuerda floja, mientras que sus compañeros masculinos están suspendidos en una cuerda floja en una posición de "Superman", y tienen que dejar caer una cuerda hacia sus parejas para avanzar en la cuerda floja. Los equipos quedan descalificados si la compañera se cae de la cuerda floja. El equipo que avanza de un edificio a otro en el tiempo más rápido será la Pareja de Poder, mientras que el equipo cuya compañera se cae de la cuerda en el tiempo más rápido es enviado automáticamente al Domo.
  - Ganadores: Wes & Theresa
  - Descalificados: Dustin & Jessica, John & Simone, Bananas & Nany, Zach & Jonna, Sarah & Jordan, Jay & Jenna, Knight & Jemmye, Leroy & Nia, Adam & Brittany
- Redondear las bases: Este desafío consiste en una serie de cuatro tareas en un diamante de béisbol.
  - Primera base: Cada equipo tiene que correr por un carril de bambú, colocar una carta entre los labios del otro y "chupar" o "soplar" para hacer avanzar la carta alrededor de las varas de bambú. Si un equipo deja caer la tarjeta, debe comenzar desde el principio. Los tres equipos de último lugar (de los doce) son eliminados del desafío, mientras que el equipo del último lugar en la primera base se envía automáticamente al Domo.
  - Segundo base: Cada equipo tiene que desenroscar un artilugio, de una manera "sexualmente sugerente"; el compañero masculino se coloca delante y tiene que desenroscar un par de pelotas de béisbol, mientras que la compañera se coloca enfrente y tiene que desenroscar un bate de béisbol y colocar las piezas en una caja en la línea de meta. Los tres equipos del último lugar (de nueve) están fuera.
  - Tercero base: Cada equipo tiene que lamer mantequilla de maní en sus estaciones designadas para revelar los números necesarios para que una combinación desbloquee un par de polos. Los tres equipos del último lugar (de seis) están fuera.
  - Home plate:  Tres equipos permanecen en la fase final del desafío. Cada socio tiene que agarrar un poste de 30 pies, a 60 pies de distancia, insertar la punta de un poste en otro y empujar hasta que un poste salga por el otro extremo. El primer equipo en avanzar en sus postes gana el desafío.[17]
    - Ganadores: Bananas & Nany
- De nuevo encendido, de nuevo apagado: Los equipos tienen que girar sobre una rueda que está atada con cuerdas a una tirolina sobre un estanque, nadar alrededor de una boya en el lado opuesto del estanque, luego regresar a la orilla y tocar una campana. Dos equipos (cuatro jugadores) compiten a la vez en la tirolesa giratoria. El equipo con el tiempo más rápido será la Pareja de Poder, mientras que el equipo con el tiempo más lento se envía automáticamente al Domo.[18]
  - Ganadores: Jordan & Sarah
- El cepillo: Primero, las chicas tienen que correr y saltar a un gran charco cuadrado de pintura roja y cubrirse con la mayor cantidad de pintura posible, luego correr por una red de carga, donde sus compañeros masculinos se colocarán en una plataforma. junto a una serie de lienzos colgantes que tienen 12 cuadrados blancos. Luego, las niñas transferirán la pintura con sus cuerpos a sus compañeros masculinos, quienes saltarán al lienzo designado e intentarán cubrir 12 cuadrados blancos dentro de un límite de tiempo de tres minutos. El desafío se juega en dos series separadas, de cinco y cuatro equipos, y el equipo cuyo compañero masculino cubre la mayor cantidad de casillas dentro de un límite de tiempo de tres minutos gana, mientras que el equipo cuyo compañero masculino cubre la menor cantidad de casillas se envía automáticamente al Domo.[19]
  - Ganadores: Zach & Jonna
- Brazos abiertos: Los equipos deben avanzar en una tirolesa sobre un estanque, nadar alrededor de una boya en el lado opuesto del estanque, luego regresar a la orilla y tocar una campana. Primero, la pareja femenina se coloca en una bolsa pesada, mientras que el compañero masculino se coloca en un trineo, y después de que se suelta cada tirolesa, los chicos intentarán saltar hacia sus parejas femeninas, luego cada compañero de equipo nadará juntos. A diferencia del mencionado "De nuevo encendido, de nuevo apagado", solo un equipo compite a la vez. El equipo con el tiempo más rápido se nombra la Pareja de Poder, mientras que el equipo con el tiempo más lento se lleva la eliminación.[20]
  - Ganadores: Wes & Theresa
- No te olvides de mi: Los equipos tienen que resolver un rompecabezas de memoria mientras suben y bajan una montaña. Primero, los muchachos levantarán una puerta de acero de 300 libras de la arena que está conectada a una cuerda todo el tiempo que puedan. Debajo de la puerta de acero hay una llave de respuesta que contiene varios colores de cuadrados y rectángulos, que las parejas femeninas deberán memorizar. Siempre que las niñas sientan que han memorizado lo suficiente la clave de respuestas, o que sus compañeros masculinos no pueden evitar que las puertas de acero se cierren, cada compañero deberá subir una montaña con una bolsa que contenga las piezas del rompecabezas, hasta su estación de rompecabezas designada. , que las chicas tendrán que resolver. El proceso continúa de un lado a otro, y el primer equipo que resuelva correctamente su rompecabezas gana la Pareja de Poder. Inicialmente, el último equipo en resolver correctamente su rompecabezas se enviaría automáticamente al Domo; TJ Lavin explicó a los últimos cuatro equipos que el equipo con la menor cantidad de piezas del rompecabezas resueltas correctamente sería enviado al Domo.[21]
  - Ganadores: Wes & Theresa
- Are You The One?: El presentador TJ Lavin le hace a cada equipo una serie de preguntas triviales, que incluyen ortografía, deportes, geografía, cultura pop e historia de Estados Unidos. El desafío se juega en múltiples rondas, y cada jugador está envuelto en una manta que cuelga de una plataforma suspendida sobre el agua. Si los equipos responden correctamente a una pregunta, permanecerán en el juego, pero obtendrán una "X" por cada respuesta incorrecta. Si un equipo obtiene dos X, cada compañero de equipo cae al agua. El primer equipo en caer al agua se envía automáticamente al Domo, mientras que el último equipo colgado gana.[22]
  - Ganadores: Jay & Jenna
- Citas rápidas: Los equipos tienen que saltar hacia adelante y hacia atrás de un remolque de tractor a otro, mientras cada remolque se mueve uno al lado del otro a una velocidad de 30 mph en una pista. Cada equipo se coloca en un remolque, con una pared vacía que tiene una ranura de flecha, mientras está sujeto a un arnés de seguridad que cuelga de una plataforma en un remolque. Cada socio se alterna recuperando varias bolas de colores del remolque opuesto. El objetivo es depositar tantas bolas como sea posible en la ranura de flecha en la pared, antes de que los remolques lleguen al final de la pista. Los muchachos deben permanecer fuera de sus parejas femeninas para evitar que se enreden sus arneses de seguridad, y a mitad de la pista, los remolques se separarán cuando alcancen las señales de humo, lo que hará imposible que cualquier pareja salte. Un jugador debe esperar a que su compañero regrese a la pared en un remolque antes de saltar al remolque opuesto. El equipo que deposite la mayor cantidad de bolas en la pared gana, mientras que el equipo que deposite la menor cantidad de bolas se envía automáticamente al Domo.[23]
  - Ganadores: Leroy & Nia[n. 5]
- Bola de demolición: los jugadores de cada equipo se colocan en una plataforma cuadrada suspendida a 30 pies sobre el agua y tienen que derribar a los jugadores oponentes de la plataforma con una bolsa de lona oscilante. Los jugadores también pueden usar dos dodgeballs para derribar a otros jugadores. El último jugador que se encuentre en la plataforma gana será la Pareja de Poder, mientras que el primer equipo en que ambos jugadores caigan al agua irán a la eliminación.[24]
  - Ganadores: Jordan & Sarah
- No me defraudes: En la primera misión nocturna en la historia del The Challenge, los equipos tienen que descender por una serie de cinco cuerdas que cuelgan de la parte superior de un edificio de 50 pisos. Cada equipo comienza en una tabla y desciende por cada cuerda al mismo tiempo. Cuando cada compañero llega al final de una cuerda, deben pasar juntos a la siguiente cuerda. Si un jugador cae, su compañero de equipo puede continuar, sin embargo, el mejor desempeño se determina por qué equipo desciende más juntos. Si ningún equipo avanza hasta la cuerda inferior, donde se encuentra una campana, el equipo que desciende juntos más lejos y en el tiempo más rápido gana la Parja de Poder, así como una oferta automática para el desafío final. El equipo que descendió la distancia más corta se envía automáticamente al Domo.[25]
  - Ganadores: Jordan & Sarah

### Juegos del Domo
- Posición de Poste: Los equipos deben avanzar por una estructura de 25 pies, con escaleras a ambos lados y una campana en la parte superior. Cada socio se enfrenta, tiene las manos y los pies atados en postes de madera y tienen que usar los postes de madera para avanzar por la escalera. El equipo que avanza a la cima y toca una campana gana.[7]
  - Jugado por: Adam & Brittany vs. Dustin & Jessica
- Con bandas: Los equipos se unirán mediante una cuerda de goma elástica en un poste, y los equipos deben trabajar juntos y abrirse camino hasta el poste en el lado opuesto del campo y agarrarse del poste. Cuanto más avancen los equipos desde un polo, más difícil será llegar al polo. El equipo que llega primero al otro polo y aguanta cinco segundos gana.[17]

Nota: Desafío utilizado anteriormente durante la Batalla de los Exes.
- - Jugado por: Johnny & Averey vs. Thomas & Hailey
- El dijo, ella dijo: Al igual que "Yo puedo" de El Duelo, los equipos apuestan a la cantidad de un alimento específico que un jugador del equipo contrario puede comer dentro de un límite de tiempo de tres minutos. Si un jugador tiene éxito, ese jugador gana un punto para su equipo, pero si un jugador falla, el equipo contrario gana el punto. Este juego de Domo se juega al mejor de tres rondas, y el primer equipo en acumular dos puntos gana.[18]
  - Jugado por: Adam & Brittany vs. John & Simone
- Rompiendo: Los equipos tienen que tirar de una cuerda que está conectada a una bola de demolición, luego usar la bola de demolición para estrellarse hacia arriba a través de dos niveles de bloques de cemento dentro de sus torres designadas. El primer equipo en estrellar su bola de demolición a través de ambas capas de bloques de cemento gana.[19]
  - Jugado por: Adam & Brittany vs. Knight & Jemmye
- Encadenado: Al igual que "Corbata de cerdo" de Las Ruinas, los jugadores de cada equipo están suspendidos por los brazos y los pies debajo de los postes, y tienen que moverse de un lado del poste al otro, luego tocar una campana y regresar. hasta la línea de salida, donde sus compañeros intentarán hacer lo mismo. Las chicas comienzan la carrera de relevos bajo los postes y los chicos tienen que esperar hasta que sus compañeras regresen a la línea de salida. El primer equipo en avanzar a ambos jugadores a un lado de la pole y volver gana.[20]
  - Jugado por: Leroy & Nia vs. Bananas & Nany
- Apilar: Similar a "Escaleras apilables" de El Duelo, los equipos tienen que apilar una torre de cajas desde el suelo, hacia una campana de 20 pies de altura. Los chicos intentarán mantener el equilibrio sobre las cajas, mientras reciben las cajas de sus parejas femeninas. El primer equipo en llegar a su campana gana.[21]
  - Jugado por: Johnny & Averey vs. Adam & Brittany
- Conexión: Varias cuerdas con mosquetones cuelgan de la parte superior del domo. Cada equipo tiene que sujetar los mosquetones a la espalda de su oponente, lo que lanzará a su oponente a la parte superior de la Cúpula. El juego se juega en batallas del mismo género, al mejor de tres rondas, y el primer equipo en ganar dos rondas gana.[22]
  - Jugado por: Leroy & Nia vs. Johnny & Averey
- Martillo a casa: Los equipos tienen que usar un mazo para hacer avanzar un rayo de ojo de un extremo de una pista a otro, donde se encuentra una campana. Los chicos comenzarán martillando la viga hasta la mitad del camino, donde sus parejas femeninas se harán cargo. El primer equipo en hacer avanzar su rayo hasta el final de la pista gana.[23]
  - Jugado por: Jordan & Sarah vs. Zach & Jonna
- Pelea de pasillo: Similar a "Pelea de pasillo" original de Batalla de las Temporadas (2012), los jugadores deben correr por un pasillo estrecho pasando a otro concursante para tocar una campana. Sin embargo, esta vez los jugadores masculinos irán primero y luego etiquetarán a su pareja femenina en el otro extremo de la sala. Los jugadores que toquen la campana primero en las mejores dos de las tres eliminatorias, ganan la eliminación.[25]
  - Jugado por: Leroy & Nia vs. Wes & Theresa
- X-Batalla: los jugadores luchan uno a uno entre sí, tratando de luchar contra una "X" de las manos de su oponente. Jugado en eliminatorias del mismo género, el primer equipo en dos puntos gana. En caso de empate, un lanzamiento de moneda determinará el género que iría uno contra el otro en una ronda de muerte súbita.[26]

Nota: Desafío utilizado anteriormente durante la Batalla de los Exes.
- - Jugado por: Bananas & Nany vs. Leroy & Theresa[n. 4]

### Juegos del Ex-ilio
- Suéteres: Cada equipo debe acumular un litro de sudor, y con una escobilla de goma, una toalla y una esponja, luego transferir el sudor a una taza medidora. Si ninguno de los equipos acumula un litro de sudor dentro de un límite de tiempo de 60 minutos, el equipo que transfiere más sudor a su copa gana, mientras que el equipo perdedor es eliminado permanentemente de la competencia.[27]
  - Jugado por: Dustin & Jessica vs. Thomas & Hailey
- Problemas Mentales: Los jugadores de cada equipo tienen que transferir 36 cocos de colores de un saco de yute a su cuadrícula de rompecabezas de 6x6 designada en la arena. Un jugador puede transferir no más de dos cocos a la vez, y solo un jugador por equipo a la vez. Además, no se pueden colocar cocos del mismo color en la misma columna o fila. El primer equipo que resuelva correctamente su acertijo gana, mientras que el equipo perdedor queda eliminado permanentemente de la competencia.[28]
  - Jugado por: John & Simone vs. Dustin & Jessica
- El Anillo: Los equipos compiten en un tira y afloja, mientras están parados en plataformas. Cada jugador compite contra un jugador del mismo sexo, tiene que tirar de una cuerda con un anillo en el medio e intentar derribar a su oponente de su plataforma. El juego se juega al mejor de cinco rondas, y el primer equipo en ganar tres rondas se queda en el exilio.[29]
  - Jugado por: Bananas & Nany vs. John & Simone
- Problemas de Control:  Los equipos compiten en un tira y afloja y deben luchar con un palo de dos pies de su oponente. El juego se juega en batallas del mismo género, al mejor de tres rondas, y el primer equipo en ganar dos rondas se queda en el exilio.[30]
  - Jugado por: Bananas & Nany vs. Adam & Brittany
- Para llevar: Los equipos tienen que usar un par de palos de bambú para sacar cuatro elementos redondos de una zanja rectangular profunda (uno de ellos una pelota de fútbol) y colocar los elementos dentro de su círculo designado, con los postes. El primer equipo en depositar todos sus artículos en su círculo gana.[31]
  - Jugado por: Bananas & Nany vs. Johnny & Averey
- Se necesitan dos para enredar: Similar a "Nudo tan rápido" de Batalla de las Temporadas (2012), los jugadores de cada equipo tienen 20 minutos para crear tantos nudos usando 200 pies de cuerda dentro de una estructura en forma de cúpula. Después de esos 20 minutos, los equipos deben desatar los nudos de sus oponentes. El equipo que desate los nudos del equipo contrario primero gana la eliminación.[24]
  - Jugado por: Bananas & Nany vs. Zach & Jonna

### Desafío Final
El Desafìo Final es una carrera de dos días desde un fiordo noruego hasta la cima del Monte Slogen. Antes del inicio de la carrera, el anfitrión TJ Lavin explica que un equipo debe completar el desafío final para recibir el premio. Para comenzar, cada equipo toma un paseo en helicóptero, luego será arrojado al agua, donde tendrán que nadar hasta la orilla hasta su primer punto de control.
- Puntos de control:
  - El fiordo kayak: Cada equipo debe navegar en kayak a través del fiordo, donde se pondrán los uniformes del equipo y luego correrán hacia el segundo punto de control.
  - Juegos mentales:  Cada equipo tiene 30 minutos para descifrar una oración de cinco palabras con un montón de piedras marcadas con letras. (La oración de cinco palabras es "Respetarás a los trolls").
  - No voltees la tapa:Cada equipo debe voltear una serie de seis cartas con la Bandera de Noruega. Desde el borde de una mesa en una serie de seis vasos llenos de huevos de pescado líquidos. Cada equipo debe consumir un vaso antes de lanzar las cartas. Se requiere que un equipo consuma un vaso lleno por cada vez que no puedan voltear una carta en el vaso después de tres intentos. Luego, cada equipo corre hacia el cuarto punto de control. Nota: Jay & Jenna fueron descalificados en este punto de control, después de que Jay no pudo consumir el líquido, dejando a Jordan & Sarah y Leroy & Theresa como los únicos equipos que compiten en la final).

- - Quita tus rocas:Los equipos tienen 30 minutos para agarrar cinco rocas de una pila de rocas y luego arrojar las rocas desde la distancia a un cubo. Antes de este punto de control, cada equipo debe consumir un tubo de caviar líquido. Si los jugadores de cada equipo fallan, deben retroceder y continuar el proceso de recolección de rocas de la pila de rocas hasta que arrojen un total de cinco rocas al cubo.
  - Paseo: El quinto punto de control es un paseo en bicicleta hasta el comienzo del sendero Slogen.
  - Parada de descanso:Los equipos deben ocupar su lugar dentro de su zona designada junto a una fogata o encima de sus camas.

En el segundo día, la carrera final es una escalada agotadora hasta la cima de Slogen, en la que el equipo en primer lugar gana $250.000 y el equipo en segundo lugar gana $70.000. Desde que Jordan y Sarah llegaron primero a la parada de descanso, obtuvieron una ventaja de cinco minutos antes que Leroy y Theresa.
- Los Ganadores de The Challenge: Batalla de los Exes II: Jordan & Sarah
  - Segundo Lugar: Leroy & Theresa
  - Tercer Lugar: Jay & Jenna[n. 1]

## Resumen del juego

### Tabla de eliminación
| Episodio | Episodio                             | Pareja de Poder | Pareja de Poder | Participantes del Domo                              | Participantes del Domo                              | Participantes del Domo                              | Participantes del Domo                              | Juego del Domo                                      | Resultados del Domo                                 | Resultados del Domo                                 | Resultados del Domo                                 | Resultados del Domo                                 |
| #        | Desafío                              | Pareja de Poder | Pareja de Poder | Último lugar                                        | Último lugar                                        | Selección del ganador                               | Selección del ganador                               | Juego del Domo                                      | Ganadores                                           | Ganadores                                           | Perdedores                                          | Perdedores                                          |
| -------- | ------------------------------------ | --------------- | --------------- | --------------------------------------------------- | --------------------------------------------------- | --------------------------------------------------- | --------------------------------------------------- | --------------------------------------------------- | --------------------------------------------------- | --------------------------------------------------- | --------------------------------------------------- | --------------------------------------------------- |
| 1        | Te tengo nenea                       |                 | Wes & Theresa   |                                                     | Adam & Brittany                                     |                                                     | Dustin & Jessica                                    | Posición de Poste                                   |                                                     | Adam & Brittany                                     |                                                     | Dustin & Jessica                                    |
| 2        | Redondear las bases                  |                 | Bananas & Nany  |                                                     | Johnny & Averey                                     |                                                     | Thomas & Hailey                                     | Con bandas                                          |                                                     | Johnny & Averey                                     |                                                     | Thomas & Hailey                                     |
| 3        | De nuevo encendido, de nuevo apagado |                 | Jordan & Sarah  |                                                     | John & Simone                                       |                                                     | Adam & Brittany                                     | El dijo, ella dijo                                  |                                                     | Adam & Brittany                                     |                                                     | John & Simone                                       |
| 4        | El cepillo                           |                 | Zach & Jonna    |                                                     | Knight & Jemmye                                     |                                                     | Adam & Brittany                                     | Rompiendo                                           |                                                     | Adam & Brittany                                     |                                                     | Knight & Jemmye                                     |
| 5        | Brazos abiertor                      |                 | Wes & Theresa   |                                                     | Leroy & Nia                                         |                                                     | Bananas & Nany                                      | Encadenado                                          |                                                     | Leroy & Nia                                         |                                                     | Bananas & Nany                                      |
| 6/7      | No te olvides de mi                  |                 | Wes & Theresa   |                                                     | Adam & Brittany                                     |                                                     | Johnny & Averey                                     | Apilar                                              |                                                     | Johnny & Averey                                     |                                                     | Adam & Brittany                                     |
| 7        | Are You the One?                     |                 | Jay & Jenna     |                                                     | Johnny & Averey                                     |                                                     | Leroy & Nia                                         | Conexión                                            |                                                     | Leroy & Nia                                         |                                                     | Johnny & Averey                                     |
| 8        | Citas rápidas                        |                 | Leroy & Nia     |                                                     | Jordan & Sarah                                      |                                                     | Zach & Jonna                                        | Martillo a casa                                     |                                                     | Jordan & Sarah                                      |                                                     | Zach & Jonna                                        |
| 9/10     | Bolas de demolición                  |                 | Jordan & Sarah  |                                                     | Wes & Theresa                                       |                                                     | Leroy & Nia                                         | Pelea de pasillo                                    |                                                     | Leroy & Nia                                         |                                                     | Wes & Theresa                                       |
| 10/11    | No me defraudes                      |                 | Jordan & Sarah  |                                                     | Leroy & Nia                                         |                                                     | Bananas and Nany                                    | X-Batalla                                           |                                                     | Leroy & Theresa                                     |                                                     | Bananas & Nany                                      |
| 10/11    | No me defraudes                      |                 | Jordan & Sarah  |                                                     | Leroy & Nia                                         |                                                     | Bananas and Nany                                    | X-Batalla                                           |                                                     | Leroy & Theresa                                     |                                                     | Bananas & Nany                                      |
| 11/12    | Desafío final                        |                 | Jordan & Sarah  | 2.º lugar: Leroy & Theresa; 3.er lugar: Jay & Jenna | 2.º lugar: Leroy & Theresa; 3.er lugar: Jay & Jenna | 2.º lugar: Leroy & Theresa; 3.er lugar: Jay & Jenna | 2.º lugar: Leroy & Theresa; 3.er lugar: Jay & Jenna | 2.º lugar: Leroy & Theresa; 3.er lugar: Jay & Jenna | 2.º lugar: Leroy & Theresa; 3.er lugar: Jay & Jenna | 2.º lugar: Leroy & Theresa; 3.er lugar: Jay & Jenna | 2.º lugar: Leroy & Theresa; 3.er lugar: Jay & Jenna | 2.º lugar: Leroy & Theresa; 3.er lugar: Jay & Jenna |

### Progreso del juego
|  | Jordan & Sarah   | SEGUROS | SEGUROS | GANAN   | SEGUROS | SEGUROS | SEGUROS | SEGUROS | DOMO    | GANAN   | GANAN   | GANADORES |  |  |
|  | Leroy & Theresa  | N/A     | N/A     | N/A     | N/A     | N/A     | N/A     | N/A     | N/A     | N/A     | DOMO    | SEGUNDOS  |  |  |
|  | Leroy & Theresa  | N/A     | N/A     | N/A     | N/A     | N/A     | N/A     | N/A     | N/A     | N/A     | DOMO    | SEGUNDOS  |  |  |
|  | Jay & Jenna      | SEGUROS | SEGUROS | SEGUROS | SEGUROS | SEGUROS | SEGUROS | GANAN   | SEGUROS | SEGUROS | SEGUROS | TERCEROS  |  |  |
|  | Bananas & Nany   | SEGUROS | GANAN   | SEGUROS | SEGUROS | ELIM    |         |         |         | SEGUROS | ELIM    |           |  |  |
|  | Leroy & Nia      | SEGUROS | SEGUROS | SEGUROS | SEGUROS | DOMO    | SEGUROS | DOMO    | GANAN   | DOMO    | DQ      |           |  |  |
|  | Wes & Theresa    | GANAN   | SEGUROS | SEGUROS | SEGUROS | GANAN   | GANAN   | SEGUROS | SEGUROS | ELIM    |         |           |  |  |
|  | Zach & Jonna     | SEGUROS | SEGUROS | SEGUROS | GANAN   | SEGUROS | SEGUROS | SEGUROS | ELIM    |         |         |           |  |  |
|  | Johnny & Averey  | SEGUROS | DOMO    | SEGUROS | SEGUROS | SEGUROS | DOMO    | ELIM    |         |         |         |           |  |  |
|  | Adam & Brittany  | DOMO    | SEGUROS | DOMO    | DOMO    | SEGUROS | ELIM    |         |         |         |         |           |  |  |
|  | Knight & Jemmye  | SEGUROS | SEGUROS | SEGUROS | ELIM    |         |         |         |         |         |         |           |  |  |
|  | John & Simone    | SEGUROS | SEGUROS | ELIM    |         |         |         |         |         |         |         |           |  |  |
|  | CT & Diem        | SEGUROS | SEGUROS | DQ      |         |         |         |         |         |         |         |           |  |  |
|  | Thomas & Hailey  | SEGUROS | ELIM    |         |         |         |         |         |         |         |         |           |  |  |
|  | Dustin & Jessica | ELIM    |         |         |         |         |         |         |         |         |         |           |  |  |

Leyenda
     El equipo ganó la competencia.
     El equipo no ganó el desafío final.
     El equipo fue descalificado del desafío final y no recibió dinero.
     El equipo ganó la misión "Pareja de Poder" y eligió a equipo para el Domo.
     El equipo no fue seleccionado para ir al Domo.
     El equipo ganó en el Domo.
     El equipo perdido en el Domo, fue enviado a la "Batalla de los ex-iliados".
     Un concursante fue retirado de la competencia por enfermedad, por lo que su pareja también fue eliminada.
     Un concursante fue descalificado de la competencia, pero su compañero luego recibió un compañero de equipo de reemplazo en el Domo.

## Batalla de los Ex-iliados

### Tabla de eliminación
| Episodio | Participantes del ex-ilio | Participantes del ex-ilio | Participantes del ex-ilio | Participantes del ex-ilio | Juego del ex-ilio             | Resultados del ex-ilio | Resultados del ex-ilio | Resultados del ex-ilio | Resultados del ex-ilio |
| #        | Habitante                 | Habitante                 | Retador                   | Retador                   | Juego del ex-ilio             | Ganador                | Ganador                | Eliminado              | Eliminado              |
| -------- | ------------------------- | ------------------------- | ------------------------- | ------------------------- | ----------------------------- | ---------------------- | ---------------------- | ---------------------- | ---------------------- |
| 1        |                           | Dustin & Jessica          |                           |                           |                               |                        |                        |                        |                        |
| 2        |                           | Dustin & Jessica          |                           | Thomas & Hailey           | Suéteres                      |                        | Dustin & Jessica       |                        | Thomas & Hailey        |
| 3        |                           | Dustin & Jessica          |                           | John & Simone             | Problemas mentales            |                        | John & Simone          |                        | Dustin & Jessica       |
| 4        |                           | John & Simone             |                           | Knight & Jemmye           | N/A                           | N/A                    | N/A                    |                        | Knight & Jemmye        |
| 5        |                           | John & Simone             |                           | Bananas & Nany            | El anillo                     |                        | Bananas & Nany         |                        | John & Simone          |
| 6/7      |                           | Bananas & Nany            |                           | Adam & Brittany           | Problemas de control          |                        | Bananas & Nany         |                        | Adam & Brittany        |
| 7        |                           | Bananas & Nany            |                           | Johnny & Averey           | Para llevar                   |                        | Bananas & Nany         |                        | Johnny & Averey        |
| 9        |                           | Bananas & Nany            |                           | Zach & Jonna              | Se necesitan dos para enredar |                        | Bananas & Nany         |                        | Zach & Jonna           |

### Progreso del ex-ilio
| Equipos | Equipos          | Episodios | Episodios | Episodios | Episodios | Episodios | Episodios | Episodios | Episodios |
| Equipos | Equipos          | 1         | 2         | 3         | 4         | 5         | 6/7       | 7         | 9         |
| ------- | ---------------- | --------- | --------- | --------- | --------- | --------- | --------- | --------- | --------- |
|         | Bananas & Nany   |           |           |           |           | EX-ILIO   | EX-ILIO   | EX-ILIO   | REGRESAN  |
|         | Zach & Jonna     |           |           |           |           |           |           |           | ELIM      |
|         | Johnny & Averey  |           |           |           |           |           |           | ELIM      |           |
|         | Adam & Brittany  |           |           |           |           |           | ELIM      |           |           |
|         | John & Simone    |           |           | EX-ILIO   | EX-ILIO   | ELIM      |           |           |           |
|         | Knight & Jemmye  |           |           |           | ELIM      |           |           |           |           |
|         | Dustin & Jessica | EX-ILIO   | EX-ILIO   | ELIM      |           |           |           |           |           |
|         | Thomas & Hailey  |           | ELIM      |           |           |           |           |           |           |

Leyenda
     El equipo ganó la competencia Ex-ilio y regresó al juego.
     El equipo ganó en el Ex-ilio.
     El equipo estaba en el Ex-ilio, pero no compitió contra ningún equipo.
     El equipo no estaba en la "Batalla de los exiliados".
     El equipo perdió en el Ex-ilio y fue eliminado permanentemente del juego.
     Un concursante fue retirado de la competencia por lesión, por lo que su compañero también fue eliminado.

## Episodios
| N.º (total) | N.º (temp.) | Título                                | Estreno Original      | Audiencia en Estados Unidos (en millones) |
| ----------- | ----------- | ------------------------------------- | --------------------- | ----------------------------------------- |
| 318         | 1           | «¿Dónde está el amor?»                | 6 de enero de 2015    | 0.78                                      |
| 310         | 2           | «Siempre te odiaré»                   | 13 de enero de 2015   | 0.91                                      |
| 320         | 3           | «Enfermo de amor»                     | 20 de enero de 2015   | 0.84                                      |
| 321         | 4           | «Amor estúpido loco»                  | 27 de enero de 2015   | 1.01                                      |
| 322         | 5           | «Amor, sudor y lágrimas»              | 3 de febrero de 2015  | 0.99                                      |
| 323         | 6           | «El amor duele»                       | 10 de febrero de 2015 | 0.75                                      |
| 324         | 7           | «Así funciona el amor»                | 17 de febrero de 2015 | 0.83                                      |
| 325         | 8           | «Has perdido ese sentimiento de amor» | 24 de febrero de 2015 | 0.76                                      |
| 326         | 9           | «Eclipse total del corazón»           | 3 de marzo de 2015    | 0.83                                      |
| 327         | 10          | «Amantes en la oscuridad»             | 10 de marzo de 2015   | 1.03                                      |
| 328         | 11          | «Adiós amor»                          | 17 de marzo de 2015   | 1.01                                      |
| 329         | 12          | «El amor más grande de todos»         | 24 de marzo de 2015   | 1.03                                      |

### Reunión Especial
El especial de Reunión se emitió el 24 de marzo de 2015, después del final de temporada y fue presentado por Zuri Hall. Los miembros del elenco que asistieron a la reunión fueron Jordan, Sarah, Leroy, Theresa, Jay, Jenna, Bananas, Nany, Wes, Nia, Zach y Jonna.

## Controversia
Durante el episodio 11, la miembro del elenco Nia Moore fue expulsada de la competencia después de acosar física y verbalmente a su compañero de The Real World: Portland, Jordan Wiseley. Después de la emisión del episodio, Moore se disculpó con cualquiera que se sintiera ofendido por sus palabras y acciones.

## Dedicatorias a Diem Brown y Ryan Knight
En noviembre de 2014, dos meses después de que terminara la filmación, la tragedia golpeó al elenco de Batalla de los Exes II dos veces.
El 14 de noviembre de 2014, Diem Brown murió a la edad de 34 años, luego de una batalla de una década contra el cáncer. Brown fue diagnosticada con cáncer por tercera vez en junio de 2014, aunque mantuvo esta información en privado. Dos meses más tarde, los informes de los medios indicaron que se derrumbó durante el rodaje de Batalla de los Exes II, y posteriormente fue trasladada en avión a un hospital en el área de Nueva York, donde le diagnosticaron Cáncer colorrectal, su tercer diagnóstico de cáncer desde que hizo. Desafío debut en Carne Fresca en 2006.
El 27 de noviembre de 2014, Ryan Knight fue encontrado muerto a la edad de 28 años, luego de una fiesta en una casa en Kenosha, Wisconsin. Cuatro meses después (marzo de 2015), los resultados de la autopsia determinaron que Knight murió de intoxicación aguda por drogas y alcohol.
MTV dedicó esta temporada de The Challenge a Diem Brown y Ryan Knight.